# Pierre Forssell

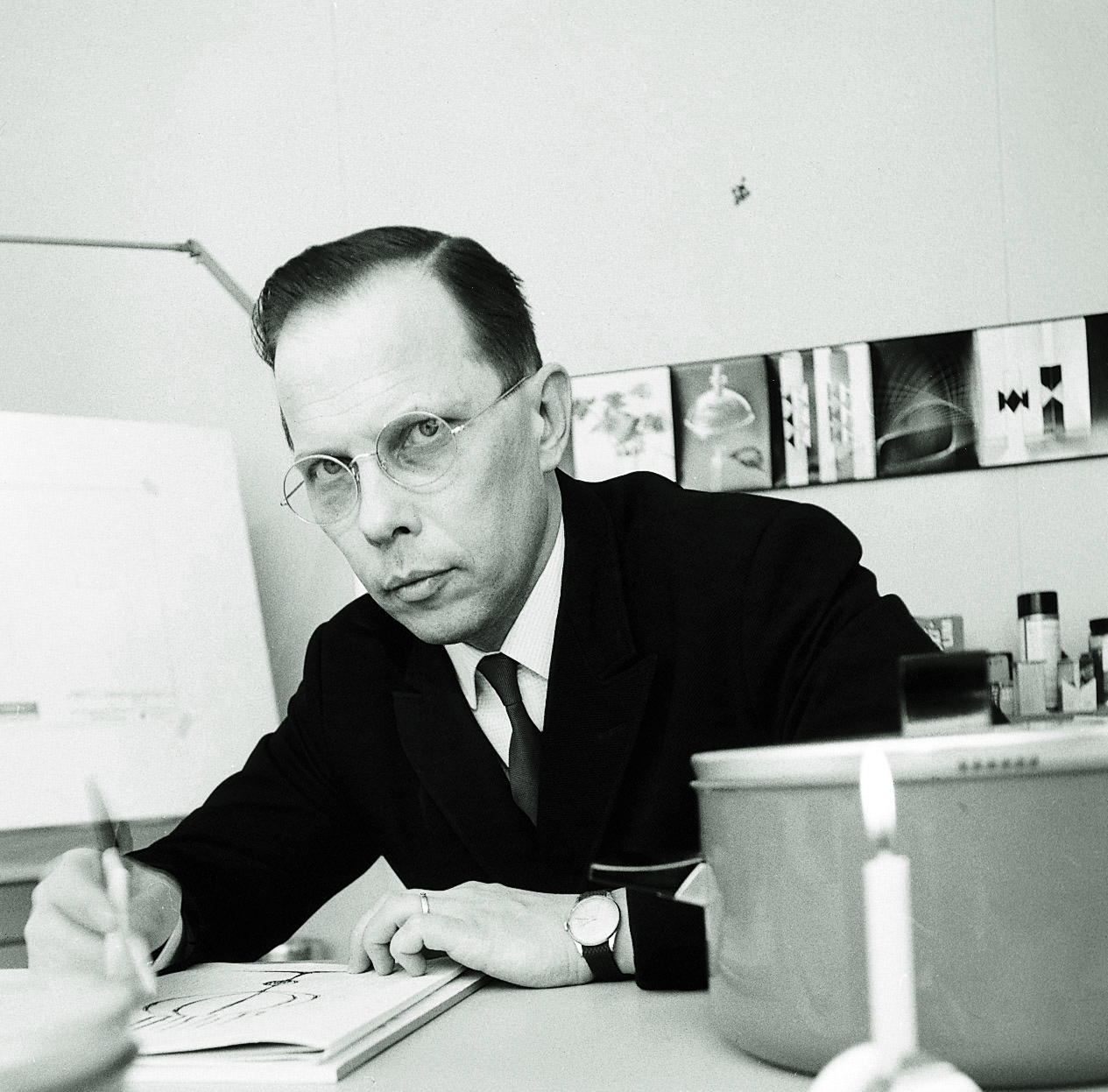
Pierre Forssell verksam i sin studio vid Skultuna Messingsbruk på 1970-talet.

Pierre Oskar Paul Forssell, född 1925 i Stockholm, död 2004, var en svensk formgivare, konsthantverkare och silversmed. 
Forssell arbetade för Gense 1952–1964 där han formgav vickningsgaffeln Piruett (presenterad 1955 på H55, lanserad 1959) och bestickserien Spectra (1961). Han utförde även arbeten för Skultuna Messingsbruk mellan åren 1955 och 1986, till exempel vägglampetterna Pendel och Reflex. Han formgav också sakral konst i mässing, såsom kors och ljusstakar, till flera kyrkorum.